# Halecium mediterraneum
Halecium mediterraneum är en nässeldjursart som beskrevs av Weismann 1883. Halecium mediterraneum ingår i släktet Halecium och familjen Haleciidae. Inga underarter finns listade i Catalogue of Life.